# Coll de Rates
El Coll de Rates es un collado entre las montañas del Ferrer (este) y la sierra del Carrascar de Parcent (oeste), divisoria entre las comarcas valencianas de la Marina Alta (norte) y la Marina Baja (sur).
El collado se sitúa a 628 metros de altura y por él discurre la carretera CV-715 que une Benidorm con Gandía pasando por Pego. Los municipios de Parcent, Alcalalí y Tárbena convergen en él.